# Tarenteser Rind

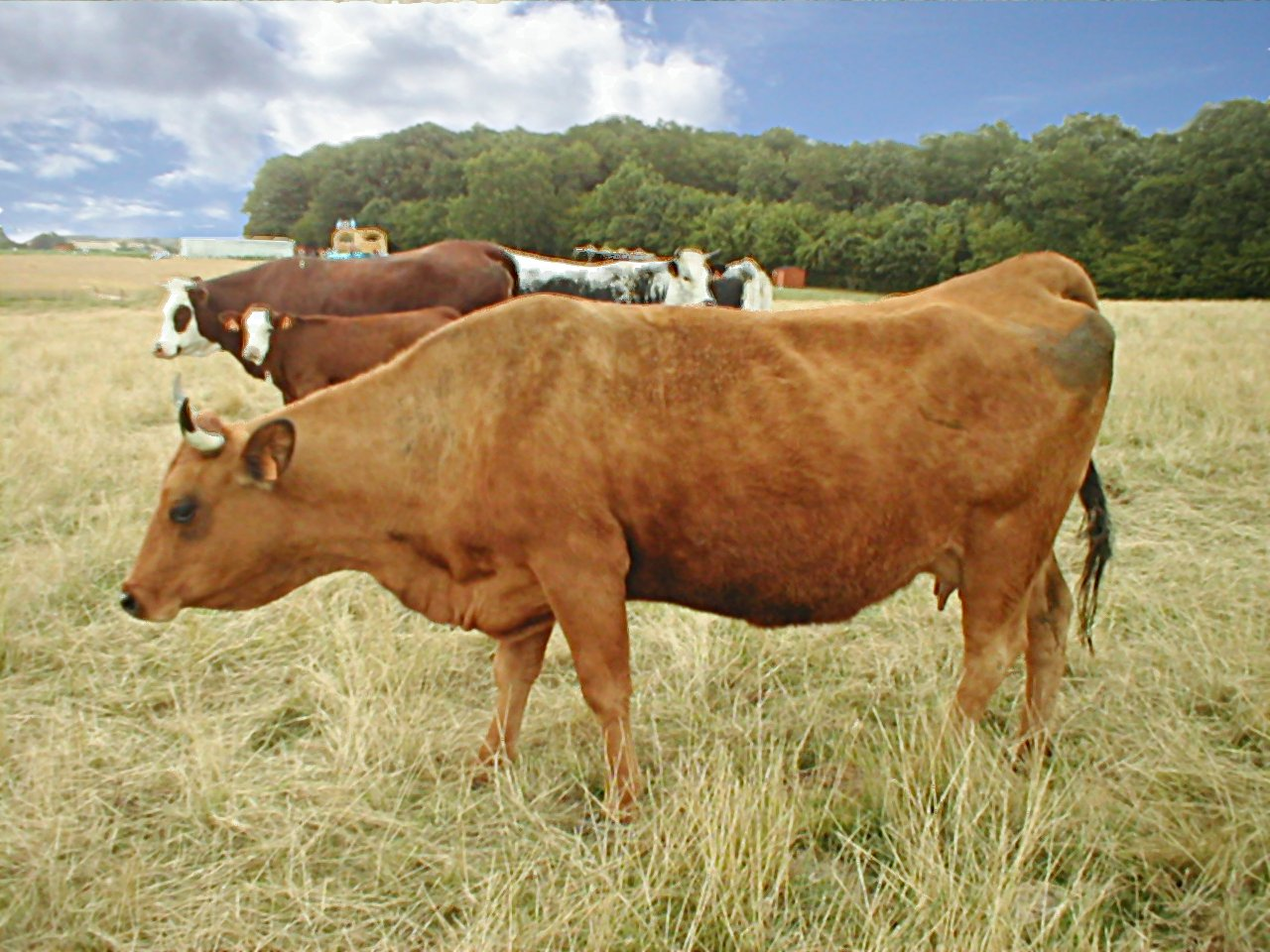
Eine Tarenteser Kuh

Das Tarenteser Rind (Französisch: Tarentaise oder auch Tarine) ist eine Rinderrasse aus der Tarentaise in Savoyen in Frankreich.
Über Tausende Jahre waren die Tiere dort von anderen Rassen isoliert. Durch die Natur selektiert sind diese Rinder fähig, in großen Höhen zu leben und in sehr steilem und rauem Terrain ihr Futter zu suchen. 1866 wurde der erste Züchterkongress abgehalten, 1888 wurde das erste Herdbuch geführt.
Heute wird aus ihrer Milch in den Bergdörfern des Tarentaise-Tals ein Käse mit einem ganz besonderen Geschmack produziert, der von der hochalpinen Vegetation herrührt. Auch einige französische AOP-Käse wie der Abondance, Bleu d’Auvergne, Reblochon, Beaufort und Tome des Bauges erfordern zumindest zu einem gewissen Anteil Milch der Tarenteser.
Auf der ganzen Welt besetzen die Tarenteser eine spezielle Nische in der Rinderzucht. In den USA werden sie vor allem zur Zucht von Kreuzungen verwendet, die an raue Weideverhältnisse in größeren Höhen angepasst sein müssen. Sie werden auch wegen ihrer Schönheit und ihres gutmütigen Temperaments gehalten.